# Ernst Schäfer
Ernst Schäfer (n. 14 martie 1910, Köln, Imperiul German – d. 21 iulie 1992, Bad Bevensen, Saxonia Inferioară, Germania) a fost un explorator, vânător și zoolog german din anii 1930, specializat în ornitologie. Expedițiile sale zoologice în Tibet au servit ca o acoperire pentru activitățile desfășurate pentru serviciile secrete germane. El a fost, de asemenea, membru al institutului de cercetare pluridisciplinară Ahnenerbe și a avut gradul de Sturmbannführer în cadrul SS.

## Tinerețea
Schäfer s-a născut în Köln și încă din copilărie obișnuia să-și petreacă timpul în aer liber, trăgând cu o pușcă cu aer comprimat și crescând păsări, insecte și reptile. După bacalaureat (Abitur obținut în 1928 la Mannheim), a lucrat la observatoarele ornitologice din Danemarca și Helgoland. A fost admis apoi la Universitatea din Göttingen și a studiat zoologia, botanica și geologia. A fost un fan al geografului suedez Sven Hedin. După ce l-a întâlnit pe Hugo Weigold într-o excursie de studiu în Helgoland, a decis să i se alăture lui Weigold și americanului Brooke Dolan II de la Academia de Științe din Philadelphia într-o expediție în Chinei în perioada 1930-1931. A publicat cartea Berge, Buddha und Bären (Munți, Buddha și urși) în 1933, care se baza pe expediția sa asiatică și a devenit foarte cunoscut. În 1934 Dolan l-a invitat pe Schäfer într-o a doua călătorie în Tibet, în același an, ceea ce i-a afectat studiile efectuate la Universitatea din Gottingen, sub îndrumarea profesorului Alfred Kühn. El s-a transferat apoi la Universitatea Friedrich Wilhelm din Berlin. El a stabilit că yeti era de fapt un urs tibetan (Ursus arctos pruinosus).
Schäfer s-a căsătorit în 1937, dar soția lui a murit într-un accident de vânătoare în luna noiembrie, ceea ce l-a afectat câteva luni de zile, dar el a reușit să-și termine studiile pentru teza de doctorat în 1938, bazată pe studierea păsărilor din Tibet. Schäfer s-a alăturat Schutzstaffel în 1933, dar, după cel de-al Doilea Război Mondial, a susținut că s-a înscris în acea organizație doar pentru a avansa mai ușor în carieră.

## Expediția în Tibet

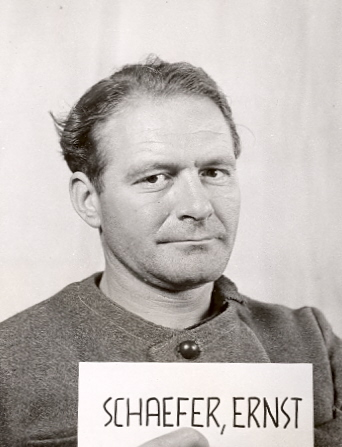
Ernst Schäfer în prizonieratul aliaților

În 1936 a fost numit Untersturmführer în statul major al SS, iar în 1942 a fost promovat la gradul de Sturmbannführer. El a condus o expediție germană în Tibet în anii 1938-1939, sub patronajul lui Heinrich Himmler, al SS și al diferiților sponsori. Aproximativ 3.300 de exemplare de păsări au fost colectate în aceste expediții. A fost realizat în această expediție un film intitulat Geheimnis Tibet (Tibetul secret). Himmler era interesat personal de acest proiect ca urmare a diverselor teorii pseudoștiințifice pe care le împărtășea, teorii care încercau să elucideze originile omului și să confirme ipoteza cosmogoniei glaciare (Welteislehre) a lui Hanns Hörbiger.
În iulie 1934, în cea de-a doua sa expediție în Asia, l-a întâlnit pe exilatul Panchen Lama, Thubten Chökyi Nyima, la un templu montan din apropiere de Hangzhou, China. El l-a descris pe Panchen Lama ca fiind un bărbat plăcut și prietenos, care l-a întrebat cât de departe era Germania și dacă a fost acostat de tâlhari pe drum.
Expediția Ahnenerbe în Tibet din anii 1930 a avut succes pentru naturaliștii germani. „Între timp, Ernst Schäfer și Bruno Beger, Edmund Geer și Krause au împachetat cu atenție colecția voluminoasă de istorie naturală - piei de animale și păsări; fluturi, albine, furnici, viespi și alte exemplare de insecte; plante uscate pentru ierbar; pachete de semințe ce conțineau 1.600 de soiuri de orz, 700 de soiuri de grâu, 700 de soiuri de ovăz; fără a mai vorbi de sutele de semințe de la alte plante potențial utile.”:175 Aceste semințe colectate în timpul expedițiilor tibetane erau importante, deoarece Heinrich Himmler plănuia să dezvolte noi soiuri de culturi cu scopul de a stimula producția agricolă în coloniile germane de pe teritoriile estice din Ucraina și Crimeea. Himmler a ordonat Ahnenerbe să înființeze un institut de cercetare în genetica plantelor, atribuindu-i această sarcină dr. Ernst Schäfer, pe care îl considera un tânăr zoolog german capabil să conducă, de asemenea, o expediție în Tibet. Schäfer a lucrat cu multă energie. A alcătuit o echipă de șapte cercetători științifici, din care făcea parte și un prizonier de război britanic, și a înființat stațiuni de cercetare experimentală în Lannach, în apropierea orașului Graz din Austria. Activitatea noului institut s-a desfășurat acolo. Au fost efectuate diverse experimente cu mostrele de semințe achiziționate de Schäfer din hambarele nobilimii tibetane.:220
O statuetă budistă dintr-o colecție particulară germană care a ajuns să fie numită „Omul de Fier” este presupusă a fi fost obținută de Ernst Schäfer în expediția sa în Tibet din 1938, care a fost organizată de Himmler. Nu există nici o dovadă că aceasta ar fi fost într-adevăr obținută în timpul expediției, dar statueta a făcut obiectul mai multor speculații. Analiza a arătat că statueta a fost confecționată din ataxit, un tip extrem de rar de fier de origine meteorică, și a fost sculptată posibil dintr-o bucată de meteorit descoperit pe valea râului Chinge. Se crede că statueta îl înfățișează pe zeul Vaisravana. Speculații că ar aparține culturii prebudiste bon care a existat în Asia cu aproximativ 1.000 de ani mai înainte au fost aduse în discuție din cauza unor particularități vestimentare.
În 1945 Schäfer a fost distins cu Crucea pentru merite de război, clasa a 2-a cu spade. El a fost ales membru de onoare al Federației Ornitologilor Germani (DO-G) la 7 decembrie 1939, în ziua nunții sale, ca un cadou din partea lui Erwin Stresemann.

## Cariera postbelică
După expediția din 1939 s-a întors în Germania și s-a căsătorit cu Ursula în luna decembrie. În 1945 Schäfer a fost internat de guvernul militar aliat într-un lagăr pentru prizonierii de război, dar în iunie 1949 a fost achitat pentru acuzația de crime de război și a fost eliberat. În 1950 s-a mutat împreună cu soția și cu fiica sa în Venezuela, unde a efectuat studii științifice și a predat ca profesor în orașele Maracay și Caracas. În anul 1954 s-a întors în Europa pentru a deveni consilier al regelui Leopold al III-lea al Belgiei. Împreună cu producătorul de filme documentare Heinz Sielmann, el a produs Herrscher des Urwalds (Conducătorii sălbăticiei) (1958) în pădurile din Congo. Schäfer a fost apoi curator al Departamentului de Istorie Naturală din cadrul Muzeului landului Saxonia Inferioară din 1960 până în 1970.

## Vezi și
- Expediția germană în Tibet din 1938-1939